# 二氧化溴
二氧化溴是一种化合物，由溴和氧组成，化学式为BrO2。它是一种不稳定的黄色到橙色的晶体。它于1937年由R. Schwarz和M.Schmeißer首次分离，据认为在溴原子与臭氧的大气反应中起重要作用。
它的性质与二氧化氯相似。

## 反应
在碱里，二氧化溴会歧化成溴化物和溴酸盐。
6 BrO2+6 NaOH->NaBr+5 NaBrO3+3 H2O